# Metallurgia

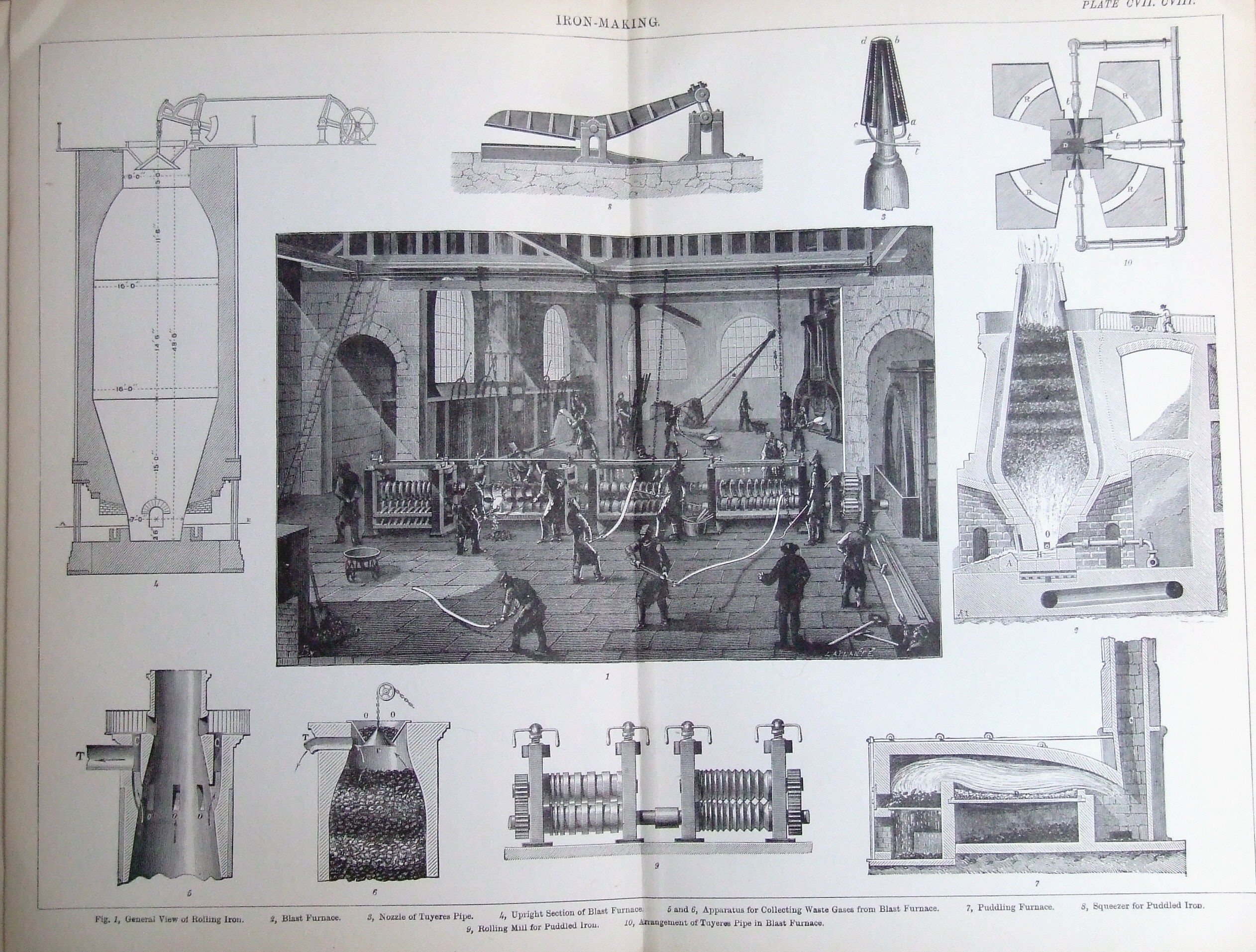
Fabbricazione del ferro descritta nella "The Popular Encyclopedia" vol.VII, pubblicata nel 1894

La metallurgia è la disciplina tecnica che riguarda essenzialmente lo studio dei metalli, del loro comportamento e dei procedimenti tecnici relativi al loro ottenimento e lavorazione: è nata in ambito preistorico, formalmente con l'età del rame, con la lavorazione dell'elemento nativo, ma si possono considerare pienamente tecniche metallurgiche quelle in uso durante l'età del bronzo.

## Storia

### Origini
Le prime testimonianze della metallurgia umana risalgono al V e VI millennio a.C., nei siti archeologici di Majdanpek, Yarmovac e Pločnik, nell'attuale Serbia. Ad oggi, la testimonianza più antica di fusione del rame si trova nel sito di Belovode, vicino Pločnik. Tra gli esemplari rinvenuti, vi è un'ascia in rame del 5 500 a.C. appartenente alla cultura Vinča. Altre tracce di metallurgia antica si trovano dal terzo millennio a.C. a Palmela (Portogallo), Los Millares (Spagna), e Stonehenge (Regno Unito). Tuttavia, le origini definitive non possono essere accertate con chiarezza e nuove scoperte sono continue e in corso.
Nel Medio Oriente antico, nelle aree vicine alla mezzaluna fertile, si estraevano da tempo minerali: arsenico, rame, stagno, ferro, oro, argento e piombo. Argento, rame, stagno e ferro meteorico si possono trovare anche nativi, ciò consentiva un numero limitato di lavorazione dei metalli nelle culture primitive. Armi egiziane in ferro meteorico del circa 3 000 a.C. sono stati definiti "Pugnali dal Cielo". Tuttavia, imparando a estrarre rame e stagno dalle rocce per riscaldamento e combinando questi due metalli per produrre una lega denominata bronzo, la tecnologia della metallurgia ha avuto inizio circa 3500 a.C. con l'età del bronzo. L'estrazione del ferro da suoi minerali, ossidi o solfuri, in un metallo lavorabile è molto più difficile. Sembra sia stata elaborata dagli Ittiti intorno al 1200 a.C., all'inizio, appunto, dell'età del ferro. Il segreto di estrazione e lavorazione del ferro è stato un fattore chiave per il successo dei Filistei.
Sviluppi storici nella siderurgia si trovano in una grande varietà di culture e civiltà del passato. Queste includono i regni antichi e medievali e gli imperi del Medio Oriente e Vicino Oriente, Iran antico, antico Egitto, Nubia antica, Anatolia, Nok antica, Cartagine, i Greci ed i Romani in Europa, poi l'Europa medievale, Cina antica e medievale, India antica e medievale, Giappone antico e medievale, eccetera. È interessante notare che molte applicazioni pratiche, quindi apparecchiature connesse o coinvolte nella metallurgia erano diffuse nella Cina antica prima che gli europei ne avessero padronanza. Un libro del XVI secolo di Georg Agricola chiamato De re metallica descrive i processi altamente sviluppati e complessi: minerari, dell'estrazione dei metalli e della metallurgia del tempo. Agricola è stato descritto come il padre della mineralogia e della metallurgia.

## Metallurgia di processo
Le materie prime nel ciclo di fabbricazione dei metalli appartengono principalmente a 2 tipologie: i minerali dei metalli e i rottami metallici. Le operazioni che conducono alla produzione di un metallo sono oggetto della metallurgia estrattiva o primaria.
I minerali sfruttati industrialmente sono principalmente ossidi, solfuri e silicati. I trattamenti di preparazione, che iniziano con la frantumazione della roccia, servono a concentrare il minerale. Si aumenta la superficie di contatto, si rendono le particelle equidimensionali e si esegue l'arricchimento:
- per via magnetica, se il minerale è ferromagnetico;
- per flottazione: il materiale polverizzato è immerso in una soluzione acquosa contenente un agente schiumogeno, le cui bollicine avvolgono il minerale e lo portano in superficie;
- per separazione elettrostatica (conducibilità elettrica diversa tra minerale e ganga);
- per via gravimetrica (diversa velocità di sedimentazione dei componenti del materiale scavato).

A volte sono effettuati i trattamenti estrattivi preliminari, di natura chimico-fisica, per trasformare i minerali in composti più facilmente manipolabili (alcuni esempi: calcinazione, arrostimento).

### I processi di estrazione
In base alla forma di energia utilizzata per separare il metallo dalle impurità e dalla ganga si distinguono 3 principali processi metallurgici:
- pirometallurgici (energia termica)
- idrometallurgici (energia di dissociazione di natura chimica)
- elettrometallurgici (energia elettrica).

Nei processi pirometallurgici il caso più comune è quello degli ossidi e dei solfuri. Le reazioni di dissociazione (endotermiche, cioè assorbono calore) sono:
- 2MeO ↔ 2Me + O2 - ΔHoss
- 2MeS ↔ 2Me + S2 - ΔHsol

Dove ΔH indica la variazione di entalpia.
Si consideri che la dissociazione avviene spontaneamente solo con la diminuzione dell'energia libera ΔG° del composto. In base a tale principio e alla definizione di energia libera si può calcolare la T*, temperatura minima di dissociazione.
Per un ossido la T* può essere calcolata con la relazione semiempirica di Matignon-Le Chatelier:
{\displaystyle T^{*}={\Delta H_{298K(oss)}^{o} \over 34}}
Maggiormente usato è il carbonio, come CO (riduzione indiretta) e come carbone (riduzione diretta):
- MeO + CO ↔ Me + CO2
- MeO + C → Me + CO

Con i solfuri si avrebbe teoricamente la dissociazione:

MeS ↔ Me + 0,5 S2
Tuttavia non si ha una corrispondenza univoca tra pressione e temperatura di dissociazione, in quanto i solfuri formano soluzioni solide con i loro metalli e il sistema diventa bivariante, cioè dipendente anche dalla concentrazione. Nei processi idrometallurgici il minerale, solubile o reso tale, e la ganga sono immersi in soluzione acquosa. La ganga insolubile è separata per filtrazione o decantazione, quindi il metallo è estratto introducendo un sale o un altro metallo (meno importante e recuperabile), che fanno precipitare il metallo principale e non le impurità. Nei processi elettrometallurgici un sale metallico fuso o in soluzione acquosa è sottoposto a dissociazione elettrolitica, con deposizione al catodo del metallo per riduzione.